# Лабурдонне, Луи Шарль де
Луи Шарль Маэ де Лабурдонне (фр. Louis-Charles Mahé de La Bourdonnais, 1795, остров Бурбон — 13 декабря 1840, Лондон) — французский шахматист. Внук Бертрана Франсуа Маэ де Лабурдонне.

## Биография
Лабурдонне происходил из обеспеченной семьи и уже в юности проводил много времени за шахматами — в парижском Кафе де ля Режанс у него был собственный столик, за которым он почти каждый день засиживался до полуночи. Он играл против каждого, кто был готов поставить хоть какую-нибудь сумму на кон. Лабурдонне брал уроки у Александра Дешапеля, считавшегося в то время самым сильным игроком Франции.
Принято считать, что с начала 1820-х гг. и до своей смерти Лабурдонне был сильнейшим шахматистом мира. Серия матчей Лабурдонне с Александром Мак-Доннеллом (Лондон, с июня по октябрь 1834, шесть матчей, в общей сложности 85 партий) считается центральным событием шахматной жизни этого периода. Лабурдонне выиграл первый, третий, четвёртый и пятый матчи, проиграл второй, а шестой матч остался неоконченным: по имущественным делам Лабурдонне вынужден был вернуться во Францию. Общий счёт по партиям показывает заметное преимущество Лабурдонне (+45 −27 =18), однако в последнем, незавершенном матче Мак-Доннелл был впереди (+5 −4). Предположительно между Лабурдонне и Мак-Доннеллом была договоренность о продолжении встречи, однако Мак-Доннелл умер вскоре после того, как матч был прерван. По данным английского журнала «Хроники шахматной игры» (главный редактор Стаунтон) последний матч завершился с результатом +8-3=1 в пользу Мак-Доннелла, то есть общий счёт таков: +44-30=14. Подтвердить или опровергнуть эту информацию практически невозможно, так как все партии последнего матча не сохранились.
Лабурдонне был также видным теоретиком и пропагандистом шахмат. Его «Новое руководство по игре в шахматы» (фр. «Nouveau Traité du jeu des échecs», 1833) было переведено на многие языки, в том числе на русский (А. Д. Петровым в 1839). В 1836 г. Лабурдонне начал издавать первое шахматное периодическое издание, журнал «Паламед» (фр. «Palamède»), послужившее толчком для развития периодической шахматной литературы в Европе.
В 1840 году в бедственном положении, больной и без средств к существованию, Лабурдонне приехал в Лондон. Он умер без гроша в декабре 1840 года, будучи вынужденным продать все свое имущество, включая одежду, чтобы удовлетворить своих кредиторов. Уокер Джордж договорился о том, чтобы его похоронили в двух шагах от своего старого соперника Александра Мак-Доннелла на лондонском Кенсальском зеленом кладбище.

## Спортивные результаты
| Год  | Наименование соревнования   | +  | −  | = | Очки      |
| ---- | --------------------------- | -- | -- | - | --------- |
| 1821 | Матч против А. Дешапеля     | 7  | 0  | 0 | 7 из 7    |
|      | Матч против Дж. Кохрена     | 6  | 1  | 0 | 6 из 7    |
| 1834 | Матч против А. Мак-Доннелла | 16 | 5  | 4 | 18 из 25  |
|      | Матч против А. Мак-Доннелла | 4  | 5  | 0 | 4 из 9    |
|      | Матч против А. Мак-Доннелла | 6  | 5  | 1 | 6½ из 12  |
|      | Матч против А. Мак-Доннелла | 8  | 3  | 7 | 11½ из 18 |
|      | Матч против А. Мак-Доннелла | 7  | 4  | 1 | 7½ из 12  |
|      | Матч против А. Мак-Доннелла | 4  | 5  | 0 | 4 из 9    |
| 1836 | Серия партий против Й. Сена | 12 | 13 | 0 | 12 из 25  |